# Brett Kulak
Brett Henry Kulak (* 6. Januar 1994 in Edmonton, Alberta) ist ein kanadischer Eishockeyspieler, der seit März 2022 bei den Edmonton Oilers aus der National Hockey League unter Vertrag steht. Zuvor war der Verteidiger in der NHL bereits für die Calgary Flames und Canadiens de Montréal aktiv.

## Karriere

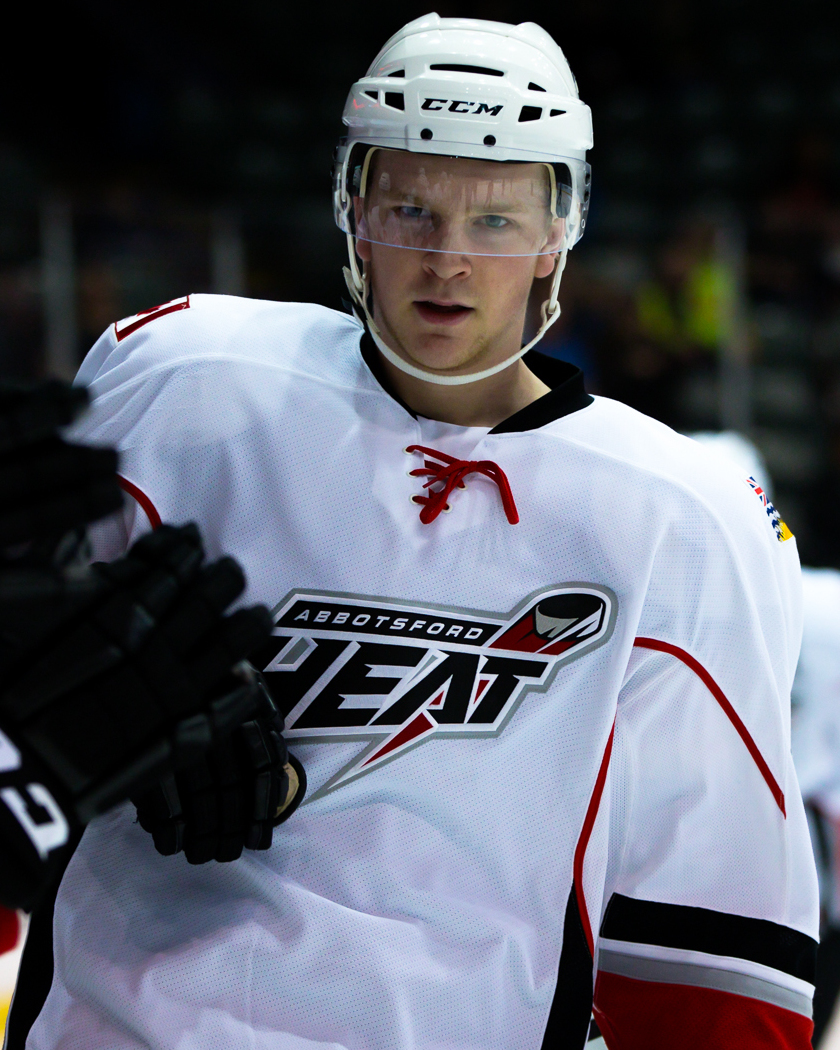
Kulak im Trikot der Abbotsford Heat (2014)

Kulak spielte zunächst bei unterklassigen Juniorenteams in der Provinz Alberta, ehe er im Verlauf der Saison 2010/11 für die Vancouver Giants aus der Western Hockey League debütierte. Mit Beginn der Spielzeit 2011/12 war er dort fester Bestandteil des Kaders. Am Ende der Saison wurde der Verteidiger im NHL Entry Draft 2012 in der vierten Runde an 105. Stelle von den Calgary Flames aus der National Hockey League ausgewählt. Der Kanadier verblieb allerdings noch zwei weitere Jahre bei den Giants in der WHL. Die ersten Erfahrungen im Profibereich hatte er allerdings bereits am Ende der Saison 2012/13 gesammelt, als er per Probevertrag für Calgarys Farmteam, die Abbotsford Heat, in der American Hockey League aufgelaufen war.
Nach Beendigung seiner Juniorenkarriere verbrachte Kulak, der im März 2014 einen Einstiegsvertrag in Calgary unterschrieben hatte, erneut das Ende der Spielzeit 2013/14 in Abbotsford. Das folgende Spieljahr verbrachte der Abwehrspieler nach der Umsiedlung des Teams aus Abbotsford bei den Adirondack Flames in der AHL sowie den Colorado Eagles in der ECHL. Zudem feierte er in der Saison 2014/15 sein NHL-Debüt, als er im April 2015 sein erstes Spiel für Calgary absolvierte. Dazu gesellten sich in der Spielzeit 2015/16 acht weitere Einsätze. Den Großteil der Saison verbrachte er aber weiterhin im Farmteam, das nach einem erneuten Umzug inzwischen als Stockton Heat am Spielbetrieb teilnahm. Die Saison 2016/17 begann der Kanadier zunächst bei den Flames in der NHL und kam bis Ende November 2016 regelmäßig zum Einsatz. Anschließend verringerten sich seine Einsätze und nachdem das Management der Flames auf den Verteidigerpositionen personell nachgebessert hatte, wurde Kulak im Februar 2017 abermals nach Stockton in die AHL beordert.
Die Saison 2017/18 verbrachte Kulak schließlich erstmals komplett in der NHL bei den Flames. Im Oktober 2018 wurde er allerdings an die Canadiens de Montréal abgegeben, während im Gegenzug Matt Taormina und Rinat Walijew nach Calgary wechselten. In den Playoffs 2021 erreichte er mit den Canadiens das Finale um den Stanley Cup, unterlag dort allerdings den Tampa Bay Lightning mit 1:4.
Nach etwa dreieinhalb Jahren in Montréal wurde Kulak im März 2022 an die Edmonton Oilers abgegeben, wobei die Canadiens weiterhin die Hälfte seines Gehalts übernahmen. Im Gegenzug wechselten William Lagesson, ein konditionales Zweitrunden-Wahlrecht im NHL Entry Draft 2022 sowie ein Siebtrunden-Wahlrecht im NHL Entry Draft 2024 in die frankokanadische Metropole. In Edmonton unterzeichnete er im Juli 2022 einen neuen Vierjahresvertrag mit einem Gesamtvolumen von elf Millionen US-Dollar. In den Playoffs 2024 erreichte der Kanadier mit den Oilers sein zweites Stanley-Cup-Endspiel nach 2021, verlor jedoch auch dieses, mit 3:4 gegen die Florida Panthers. Gleiches geschah am Ende der Playoffs 2025, als Edmonton mit 2:4 erneut an den Panthers scheiterte.

## Erfolge und Auszeichnungen
- 2012 Teilnahme am CHL Top Prospects Game

## Karrierestatistik
Stand: Ende der Saison 2024/25
(Legende zur Spielerstatistik: Sp oder GP = absolvierte Spiele; T oder G = erzielte Tore; V oder A = erzielte Assists; Pkt oder Pts = erzielte Scorerpunkte; SM oder PIM = erhaltene Strafminuten; +/− = Plus/Minus-Bilanz; PP = erzielte Überzahltore; SH = erzielte Unterzahltore; GW = erzielte Siegtore; 1 Play-downs/Relegation; Kursiv: Statistik nicht vollständig)